# Synagoge (Koło)

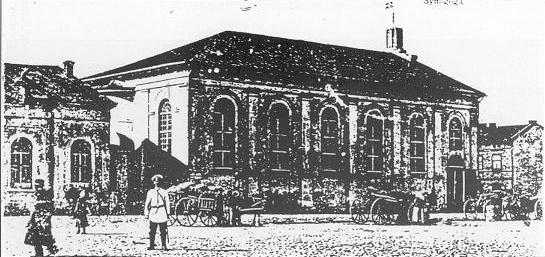
Synagoge in Koło

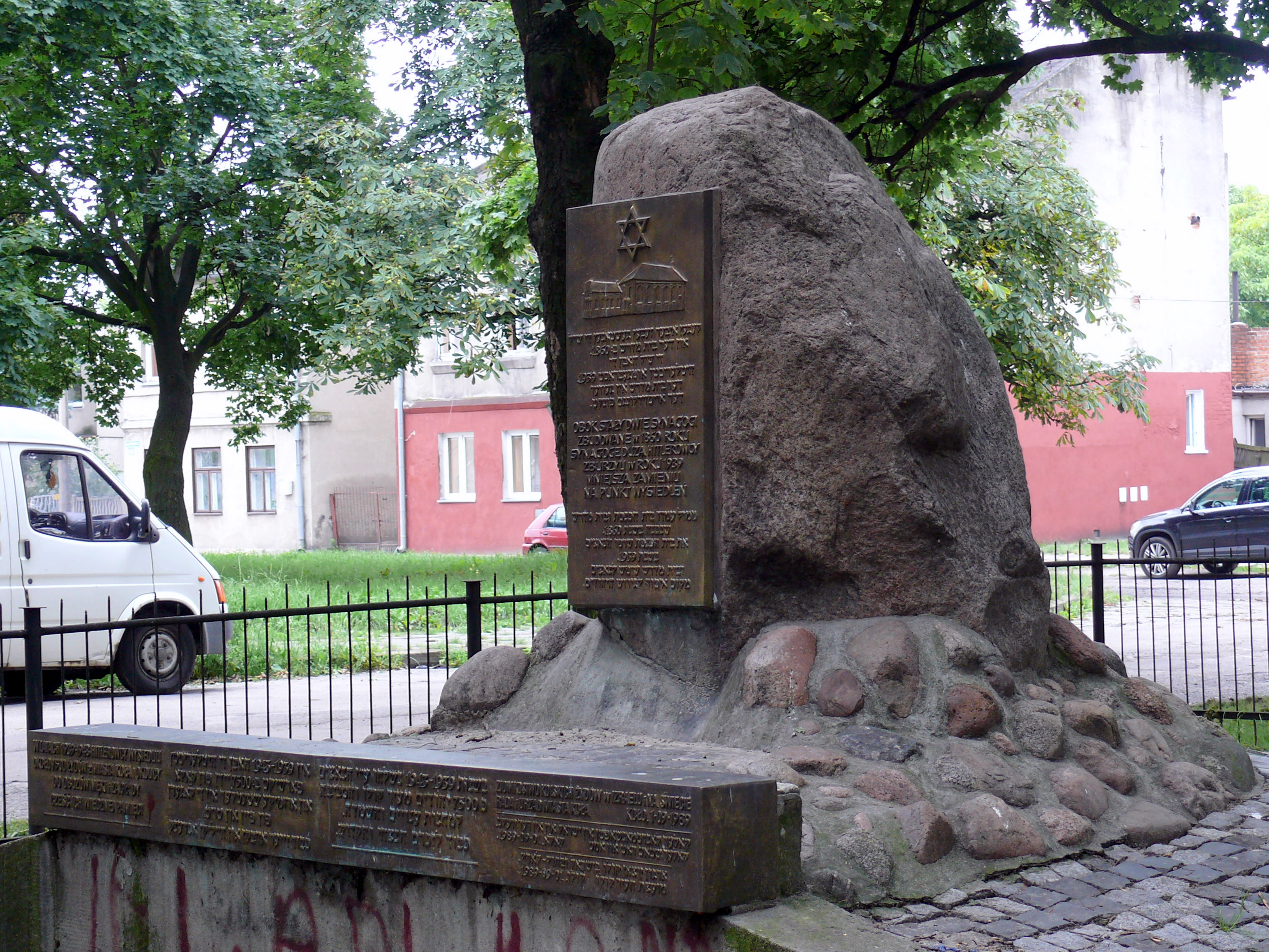
Gedenkstätte in der Nähe der abgerissenen Synagoge

Um 1860 wurden in Koło, einer polnischen Stadt in der Woiwodschaft Großpolen, zwei jüdische Gotteshäuser an Stelle einer hölzernen Synagoge aus dem 16. Jahrhundert errichtet. Die größere Synagoge wurde von den deutschen Besatzern am 20. September 1939 zerstört. Das kleinere Gebäude wurde zu einer Stätte für Deportationen umgebaut und 1945 unmittelbar nach Kriegsende abgerissen.
Im Jahr 1989 wurde von einem nach Schweden ausgewanderten jüdischen Bildhauer eine Gedenkstätte zur Erinnerung an die jüdische Vergangenheit Kołos errichtet, mit einer polnischen und hebräischen Inschrift.